# Oostelijke akkerslak
De oostelijke akkerslak (Deroceras sturanyi) is een slakkensoort uit de familie van de Agriolimacidae. De wetenschappelijke naam van de soort werd, als Agriolimax sturanyi, in 1894 voor het eerst geldig gepubliceerd door Heinrich Simroth.

## Kenmerken
De oostelijke akkerslak meet ongeveer 3,5 cm wanneer uitgerekt en lijkt gedrongen. De kleur is honing tot chocoladebruin, soms zwart op natte plaatsen en zonder vlekken. Individuele exemplaren kunnen een dunne, lichte lijn op elk van de flanken hebben. De mantel neemt ongeveer de helft van de lichaamslengte in beslag. De kleur van de rand van de ademhalingsopening (pseumostome) onderscheidt zich niet significant van de omringende mantel. De zool is vaag donker gekleurd, met een iets donkerder middendeel. Het slijm van het lichaam is kleurloos. Het inwendige gelegen schildvormige schelpje wordt circa 4 bij 2 mm.

## Verspreiding en leefgebied
De oostelijke akkerslak geeft de voorkeur aan vochtige biotopen in tuinen en braakliggende terreinen. Het is echter niet zo vochtminnend als de kleine akkerslak (D. laeve). De soort was waarschijnlijk oorspronkelijk beperkt tot Oost-Europa. Door de globale verspreiding komt deze soort echter ook voor in Centraal-Europa en daarbuiten.